# Пампарато
Пампарато (італ. Pamparato, п'єм. Pamparà) — муніципалітет в Італії, у регіоні П'ємонт, провінція Кунео.
Пампарато розташоване на відстані близько 460 км на північний захід від Рима, 90 км на південь від Турина, 32 км на схід від Кунео.
Населення — 307 осіб (2014).
Щорічний фестиваль відбувається 3 лютого. Покровитель — святий Власій.

## Демографія
Населення за роками:

Станом на 1 січня 2023 року в муніципалітеті офіційно проживало 9 іноземців з 6 країн, серед них 5 громадян країн Євросоюзу та 1 громадянин України.

## Сусідні муніципалітети
- Гарессіо
- Монастероло-Казотто
- Робурент
- Торре-Мондові
- Віола